# Maria Manuela de Portugal
Maria Manuela de Portugal (Coïmbra, 15 d'octubre de 1527 - Valladolid, 12 de juliol de 1545) fou una infanta de Portugal i princesa consort d'Astúries, en ser la primera esposa de Felip II de Castella abans de ser rei, sense que ella arribés a ser reina en morir abans que Felip succeís al seu pare en el tron.

## Orígens familiars
Va néixer el 15 d'octubre de 1527 a la ciutat de Coïmbra sent la segona filla del rei Joan III de Portugal i la seva esposa Caterina d'Habsburg. Per línia paterna era neta de Manuel I de Portugal i la seva esposa Maria d'Aragó, i per línia materna dels reis Felip I de Castella i Joana I de Castella. Fou tieta del també rei Sebastià I de Portugal.

## Núpcies i descendents
Va casar-se el 12 de novembre de 1543 a la ciutat de Salamanca amb el seu cosí, el futur rei Felip II de Castella, fill de l'emperador Carles V i d'Isabel de Portugal, que llavors era encara príncep d'Astúries.
Després de descartar altres possibilitats, l'emperador va decidir consolidar l'aliança amb Portugal, que durava tres generacions, proporcionant-li un aliat segur i així dedicar els seus esforços a les guerres del nord d'Europa. A més, la dot que oferí Joan III fou de 300.000 ducats, quelcom que ajudava a les castigades arques hispàniques per les guerres amb França. D'altra banda, aquest matrimoni també fou buscat per Felip, que va guiar-se per raons polítiques i sentimentals, la princesa era portuguesa com la seva mare, tanmateix, era manifesta la voluntat del príncep de dur a terme la unificació del territori peninsular i, de l'altra, el príncep estava satisfet amb els retrats que havia vist de Maria i havia sentit que tenia fama de bonica, amable i religiosa.
El 1541, Carles V es carteja amb la seva germana Caterina, reina de Portugal, per donar a conèixer la idea del matrimoni i el 1542 s'inicien les negociacions, signant-se el contracte matrimonial l'1 de desembre d'aquell any a Lisboa per l'ambaixador espanyol Luis Sarmiento de Mendoza. Poc després, aconseguiren la dispensa papal per ser cosins dobles i es va celebrar una cerimònia per poders el 12 de maig de 1543 a Almeirim. La boda va retardar-se fins al novembre, l'octubre entrava Maria a Castella per Badajoz, i a cada poble i ciutat als que entrava li feien una gran rebuda fins a arribar a Salamanca, on es realitzà la boda reial.
D'aquesta unió nasqué un fill:
- Carles (Valladolid, 1545- Madrid, 1568) príncep hereu de la monarquia.

## Mort
Maria va morir als disset anys, el 12 d'agost de 1545 a la ciutat de Valladolid. Quatre dies després del 8 de juliol, en què a donar a llum a l'infant Carles. El part havia estat difícil i havia necessitat la intervenció diverses llevadores. A conseqüència d'això se li va declarar una infecció, l'endemà va tenir febres altes i calfreds. El metge de la princesa, un nan portuguès a qui tenia gran confiança, va recomanar rentats amb aigua salada i contrarestar la febre abrigant-la i provocant-li suors. El dia 10 uns altres metges van seguir un altre criteri, van creure que les suors li provocarien una apoplexia i la princesa va ser sotmesa a unes grans sagnies i va ser traslladada a un llit net i fresc, que l'únic que va aconseguir és una pneumònia. Novament se li van realitzar sagnies, al braç i al turmell, però la princesa va començar a agonitzar. Acompanyada de dos jesuïtes que la van assistir espiritualment, entre les quatre i les cinc del dia 12 Maria va morir.
En primera instància, el cos de la princesa va ser dipositat a San Pablo de Valladolid i després traslladat a Granada. Durant el regnat de Felip II, finalitzada la construcció del monestir de San Lorenzo de El Escorial, va ser enterrada allà definitivament.